# Diego Lapera
Diego José Lapera Sotolongo (ur. 13 listopada 1950) – kubański siatkarz, medalista igrzysk olimpijskich.

## Życiorys
Lapera był w składach reprezentacji Kuby, która zdobyła złote medale na igrzyskach panamerykańskich w 1971 w Cali, 1975 w Meksyku oraz w 1979 w San Juan. Zadebiutował na igrzyskach olimpijskich w 1972, w Monachium. Rozegrał wówczas wszystkie pięć meczów fazy grupowej oraz spotkanie o 9. miejsce przegrane z reprezentacją Polski. Wystąpił na igrzyskach olimpijskich 1976 w Montrealu. Zagrał wówczas we wszystkich czterech meczach fazy grupowej, przegranym półfinale ze Związkiem Radzieckim oraz zwycięskim pojedynku o brąz z Japonią. Ponownie na igrzyskach zagrał w 1980, w Moskwie. Rozegrał dwa z czterech meczów fazy grupowej, a jego reprezentacja zajęła 7. miejsce w turnieju olimpijskim.